# 145 î.Hr.

## Evenimente
- Bătălia de la Antioch. Forțele egiptene, conduse Ptolemeu al VI-lea Philometer, îl înfrâng pe uzurpatorul seleucid, Alexandru Balas.

## Nașteri
- dată necunoscută: Sima Qian  (d. 86 î.Hr.)
- dată necunoscută: Filon din Larisa filosof antic grec (d. 79 î.Hr.)